# HD 85390 b
HD 85390 b (بالإنجليزية: HD 85390 b)‏ الذي يرمز له بالرمز HD 85390b، هو كوكب خارج المجموعة الشمسية، في كوكبة الشراع، يتبع HD 85390 ‏.

## الاكتشاف
اكتشف في 19 أكتوبر 2009.